# Републикански път III-6009
Републикански път IIІ-6009 е третокласен път, част от Републиканската пътна мрежа на България, преминаващ изцяло по територията на Бургаска област. Дължината му е 28 km.
Пътят се отклонява наляво при 492,9 km на Републикански път I-6 югозападно от село Миролюбово, минава през центъра на селото и се насочва на изток през най-северната, хълмиста част на Бургаската низина и най-южните разклонения на Айтоска планина. Минава последователно през селата Изворище и Брястовец и град Каблешково и югозападно от град Ахелой се свързва с Републикански път I-9 при неговия 210,1 km.
| Пътища, отклоняващи се надясно (населено място, № на пътя, посока на пътя) | km   | Пътища, отклоняващи се наляво (посока на пътя, № на пътя, населено място) |
| -------------------------------------------------------------------------- | ---- | ------------------------------------------------------------------------- |
| Община Бургас, I-6, 492,9 km ←                                             | 0,0  | ← 492,9 km, I-6, Община Бургас                                            |
| с. Миролюбово                                                              | 2,2  | с. Миролюбово                                                             |
| (за кв. „Банево“ на гр. Бургас) общински път, с. Изворище ←                | 9,4  | с. Изворище                                                               |
| с. Брястовец                                                               | 11,5 | → с. Брястовец, общински път (за с. Драганово)                            |
| (за с. Рудник) общински път, с. Брястовец ←                                | 12,4 | с. Брястовец                                                              |
| Община Поморие                                                             | 14,6 | Община Поморие                                                            |
|                                                                            | 15,7 | → общински път (за селата Дъбник и Габерово)                              |
| (до 229,7 km на I-9) III-906, 52,6 km, гр. Каблешково ←                    | 21,4 | ← гр. Каблешково, 52,6 km, III-906 (от 150 km на I-9)                     |
| (до ГКПП Малко Търново) I-9, 210,1 km ←                                    | 28,0 | ← 210,1 km, I-9 (от ГКПП Дуранкулак)                                      |